# Wolfgang Feiersinger
Wolfgang Feiersinger   (Saalfelden am Steinernen Meer, 30 de gener de 1965) és un exfutbolista austríac de la dècada de 1990.
Fou 46 cops internacional amb la selecció austríaca amb la qual participà en la Copa del Món de futbol de 1998.
Pel que fa a clubs, defensà els colors de Austria Salzburg durant deu temporades. També jugà a Borussia Dortmund i LASK Linz.

## Palmarès
Jugador
Austria Salzburg
- Lliga austríaca de futbol: 1993-94, 1994-95
- Supercopa austríaca de futbol: 1994, 1995

Borussia Dortmund
- Lliga de Campions de la UEFA: 1996-97
- Copa Intercontinental de futbol: 1997